# Blandfordiaceae
Blandfordiaceae је мала фамилија монокотиледоних скривеносеменица, која обухвата само један род (Blandfordia) са 4 врсте. Ареал фамилије је ограничен на источну Аустралију и Тасманију.